# Falsk vinruta

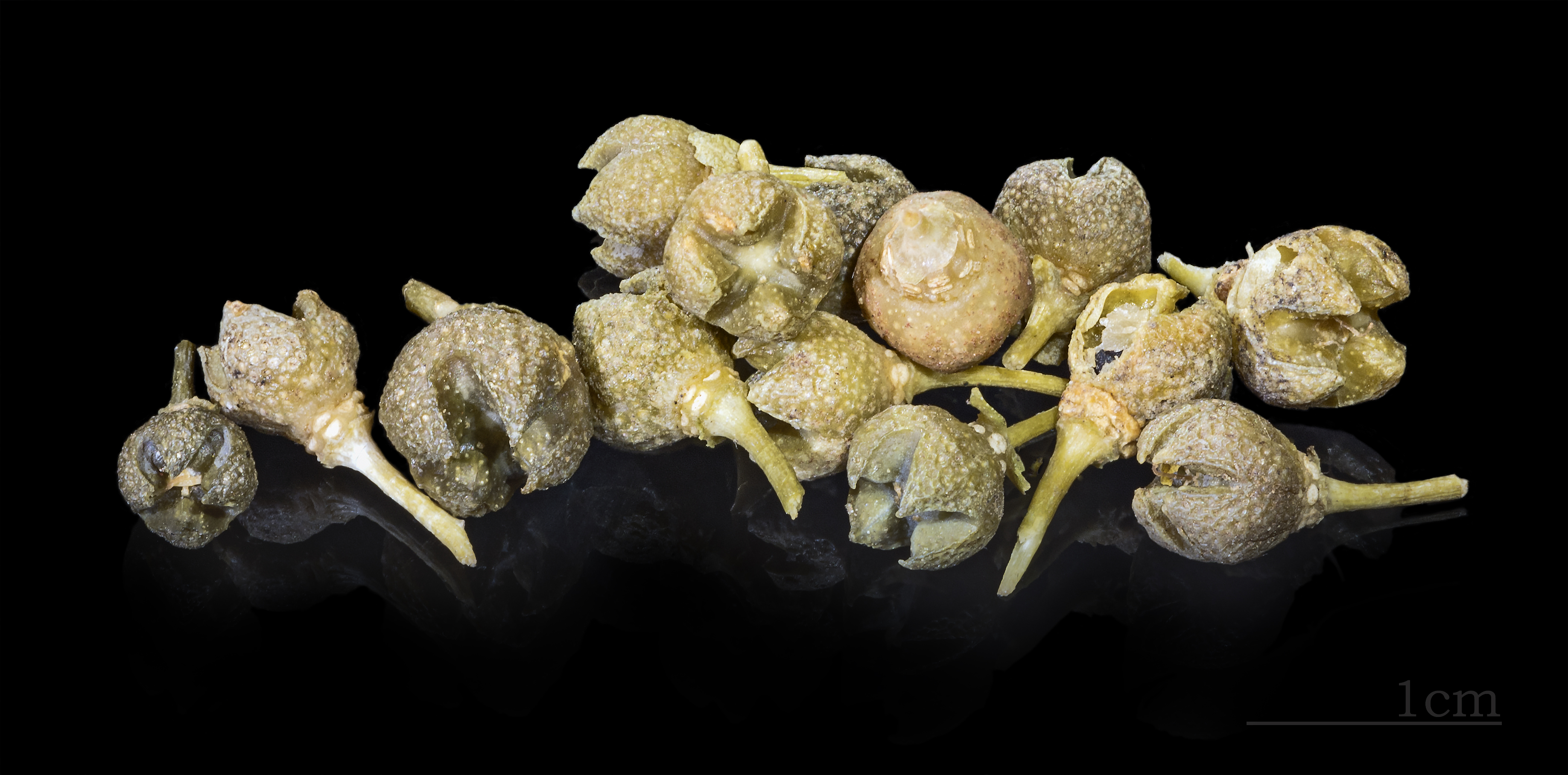
Torkade frukter.

Falsk vinruta (Ruta chalepensis) är en vinruteväxtart som beskrevs av Carl von Linné. Ruta chalepensis ingår i släktet vinrutor, och familjen vinruteväxter.

## Underarter
Arten delas in i följande underarter:
- R. c. chalepensis
- R. c. fumariifolia